# La macchina dei corpi
La macchina dei corpi (Gun Machine) è un romanzo di Warren Ellis, pubblicato nel 2013.

## Trama
(La macchina dei corpi, Warren Ellis)
Due detective del primo distretto di New York, John Tallow e Jim Rosato sono di pattuglia quando una chiamata li avvisa di un litigio in un condominio di Pearl Street; al loro arrivo Jim Rosato viene assassinato da un inquilino impazzito all'idea di essere sfrattato. Tallow uccide l'uomo ma un colpo esploso contro il muro durante il conflitto a fuoco rivela l'interno di un appartamento: le pareti, il soffitto e il pavimento sono tappezzati con circa duecento armi che, da successive indagini, si scopriranno essere state tutte utilizzate in omicidi irrisolti, i più vecchi risalenti ad almeno vent'anni prima.
La fortuita scoperta attira su Tallow l'astio dei colleghi, dei superiori e della scientifica, tutti costretti a un superlavoro per condurre i rilievi sulle armi e le indagini sugli omicidi da tempo archiviati. Inaspettatamente il tenente, capo di Tallow, gli affida l'incarico di trovare il serial killer, negandogli ogni aiuto all'infuori del supporto della scientifica. Il tenente è certa del fallimento del detective e potrà così liberarsi di quello che reputa un inetto. Tuttavia Tallow rivela un eccezionale intuito e con l'aiuto di Bat e di Scary, due analisti della polizia scientifica, ottiene importanti indizi sul caso.
Le indagini e un po' di fortuna portano Tallow sulle tracce del killer, il "cacciatore", uno psicopatico ex militare che si crede un nativo americano e pensa di vivere contemporaneamente su due diversi livelli temporali: nella Manhattan moderna e in quella dei coloni. Il detective scopre che molti degli omicidi del cacciatore sono stati commissionati da un terzetto composto da Jason Westover, fondatore e amministratore delegato di un'agenzia di sicurezza, da Allen Turkel,  vicecapo della polizia e dall'imprenditore Andrew Machen. I tre incaricavano il killer di eliminare i concorrenti d'ostacolo alla carriera, agli affari e alla loro sete di potere. Tallow riesce a sfuggire all'agguato del cacciatore e a smascherare il complotto. La stanza piena di armi era stata allestita per rappresentare, nella mente malata del cacciatore, un wampum, una sorta di macchina magica che avrebbe potuto liberare Manhattan dagli "stranieri invasori" riportandola indietro nel tempo.
Jason Westoven viene ucciso dal cacciatore, il complotto svelato; Tallow cattura il killer che una volta arrestato viene curato per la schizofrenia.

## Personaggi
John TallowDetective del primo distretto della polizia di New York. Ritenuto dai colleghi un cattivo poliziotto, risolverà con arguzia e intuito il difficile caso di un serial killer.
Il cacciatoereUn serial killer che crede di vivere in una Manhattan di secoli prima, pensando di essere un nativo americano. In realtà è un reduce di guerra schizofrenico.
Jim Rosato; Il collega di John Tallow, sposato, viene ucciso durante un intervento
Il tenenteLa poliziotta, capo di Tallow. Non ha stima del detective, ritenendolo pigro e lo manterrà in servizio nonostante la morte violenta del collega, assegnandogli il caso del cacciatore, convinta che fallisca permettendole di congedarlo dalla polizia.
Jason WestoverFondatore e amministratore delegato dell'agenzia di sicurezza privata "Spearpoint". In combutta con altri ha assoldato il cacciatore per eliminare la concorrenza.
Andrew MachenIl potente imprenditore a capo della Vivicy. In combutta con altri ha assoldato il cacciatore per eliminare i suoi avversari commerciali.
Emily WestoverLa moglie di Jason. Anni prima il marito le ha confessato i suoi rapporti con il cacciatore e da allora la donna è vittima di esaurimento nervoso. Incontrata per caso da Tallow, fornisce al detective molti indizi per risolvere il caso. Morirà uccisa dal killer insieme al marito.
Allen TurkelVicecapo della polizia, comandante della zona Manahttan Sud, supervisore di dieci distretti tra cui il primo distretto in cui ricade la zona di Tallow. Arrivista e assetato di potere, è in combutta con Westover e Machen e si è servito del cacciatore per uccidere i colleghi che gli erano d'ostacolo nella carriera.
BatAnalista della polizia scientifica di New York, insieme con la collega Scary aiuta Tallow a trovare il serial killer.
ScaryIl suo vero nome è Scarlatta, analista della scientifica, dal carattere dispatico si auto-definisce autistica.
Mr. KutkhaIl mafioso russo che ha fornito al cacciatore molte delle armi usate per gli omicidi. Viene a sua volta ucciso dal serial killer.
TaliaLa moglie di Scary.

## Opere derivate
La 20th Century Fox ha acquistato i diritti del romanzo e ha in programma di realizzare una serie televisiva tratta dal libro di Ellis.

## Edizioni
- (EN) Warren Ellis, Gun Machine, 1ª ed., Mulholland Books, 2013,  pp. 308.
- Warren Ellis, La macchina dei corpi, traduzione di Massimo Gardella, n. 1106, La gaja scienza, Milano, Longanesi, 2013,  p. 292, ISBN 978-8830436169.